# キラーチューン
「キラーチューン」は、日本のバンド・東京事変の5枚目のシングル。2007年8月22日にEMIミュージック・ジャパンから発売された。

## 概要
前作『OSCA』に続く2ヶ月連続リリースとなるシングル。発売前の8月18日、横浜アリーナで行なわれた「J-WAVE LIVE 2000+7」に平井堅のゲストとして椎名、浮雲、伊澤が出演した際に椎名と平井とのデュエットで表題曲の「キラーチューン」が披露された。
初回限定盤はギザギザ仕様。またジャケット写真でリモコンを握っているのは伊澤一葉である。

## 収録曲
1. キラーチューン（Killer-tune）
作曲者である伊澤が最初に付けた仮タイトルは「スウィング」で、曲の狙い所もヒップなスウィング感だった[1]。伊澤曰く「できるだけシンプルな構成となるよう苦心した」とのこと。
歌詞とタイトルは椎名が後から付けた[1]。デモを聴いた椎名が「この曲はキラーチューンだ!」と直感し、このタイトルがつけられた。しかし、伊澤には「キラーチューンってどういう意味?」と聞き返されたという[注 1]。
この曲独特のスウィング感に浮雲がカントリー・テイストなギターで味付けしている[1]。
2. BB.QUEEN（B.B.Q）
浮雲が東京事変へ加入する3〜4年前に書いた曲で、当時パソコンで宅録出来るようになったのが面白くて作ったもの。イメージが全くない状態で切り貼りしながら作って行き、テンポも完成版より遅かった。浮雲曰く、「言葉を羅列しているところが前作のOSCAに近い」。[1]
2008年に行われた「SOCIETY OF THE CITIZENS vol.2」で披露されたものがライブ・ヒストリー・ビデオ『珍プレー好プレー』に一部ではあるが収録された。
3. 体（Steam） 
浮雲がブラック・ミュージックを歌うのが上手い椎名に歌ってもらいたいと思ってスウィート・ソウルをイメージして作った曲。デモ音源はアコースティック・ギター一本で演奏されていた[1]。前作に引き続きブックレットには日本語詞のみ記載されている。実際に歌われている英訳詞は発売当時椎名の公式サイトSR猫柳本線に掲載されていた。

### トラック・リスト
| 全編曲: 東京事変。 |                    |                                |           |       |
| #                  | タイトル           | 作詞                           | 作曲      | 時間  |
| 1.                 | 「キラーチューン」 | 椎名林檎                       | 伊澤一葉  | 3:43  |
| 2.                 | 「BB.QUEEN」       | 浮雲                           | 浮雲      | 3:20  |
| 3.                 | 「体」             | 椎名林檎（英訳：Robbie Clark） | 浮雲      | 3:58  |
| 合計時間:          | 合計時間:          | 合計時間:                      | 合計時間: | 11:01 |